# 佩罗萨-阿真蒂纳
佩罗萨-阿真蒂纳（義大利語：Perosa Argentina），是意大利皮埃蒙特大区都靈廣域市的一个市镇。总面积26平方公里，人口3438人，人口密度132.2人/平方公里（2009年）。ISTAT代码为001184。